# Mario Escobar Urbina
Mario Escobar Urbina (Santiago, 9 de marzo de 1952) es un profesor de Estado y político chileno. Se desempeñó como diputado por la Región de Antofagasta entre 2002 y 2006.

## Biografía
Nació el 9 de marzo de 1952.
Se casó con Verónica Leonor Tombolini Véliz y tienen cuatro hijos.

### Estudios
Realizó sus estudios secundarios en el Colegio Claretiano de Santiago y los superiores en la Pontificia Universidad Católica de Chile (PUC), donde obtuvo el título de Profesor de Estado en educación física. Posteriormente realizó un posgrado, de magíster en Educación, en la Universidad de Antofagasta.

## Trayectoria profesional
En sus actividades laborales, se desempeñó como asesor en conflictos laborales, trabajo de capacitación y formación de líderes, Sindicatos 1 y 2, Universidad del Norte, en los años 1985 y 1986.
Colaboró con artículos en el diario La Estrella del Norte, de Antofagasta, durante los años 1986 a 1990; paralelamente se desempeñó como jefe de Gabinete y relacionador público de la Corporación Municipal de Desarrollo Social de Antofagasta, en los años 1987 y 1988; y asesor del presidente de la Corporación Municipal de Desarrollo Social de Antofagasta, los años 1988 a 1990. 
Durante el año 1990, fue también, asesor de la Corporación Municipal de Desarrollo Social de Calama (MDSC) y director ejecutivo de la Corporación Cultural y de Turismo (CCT) de la misma ciudad.
En el año 1996 reorganizó la Cámara de Turismo de Calama y fue su primer vicepresidente.
Posteriormente, en los años 1997 al 2002 se dedicó nuevamente a escribir, pero esta vez, con artículos para el diario El Mercurio de Valparaíso. 
En 1997 y hasta el año 2001, fue profesor en INACAP.

## Trayectoria política
Miembro de la Unión Demócrata Independiente (UDI); fue consejero regional de su partido, durante los años 1997 a 2001.
En diciembre de 2001 se presentó como candidato a diputado, en representación del partido UDI, y resultó elegido, por el Distrito N.°3, correspondiente a las comunas de Tocopilla, María Elena, Calama, Ollagüe y San Pedro de Atacama, II Región de Antofagasta, período 2002 a 2006; integró la Comisión Permanente de Trabajo y Seguridad Social y la de Minería y Energía.
Cuando estaba recién electo diputado, la Municipalidad de Calama presentó una querella en su contra, en el Tercer Juzgado de Letras. La querella fue presentada por el director ejecutivo de la Corporación de Cultura y Turismo (CCT), por malversación de dineros, cuando fue jefe de esta Corporación en el mentado «Caso Alpacas».
Ejerció el cargo como diputado durante dos años solamente, porque el año 2003 fue desaforado por la Corte de Apelaciones de Antofagasta, para ser investigado por la serie de irregularidades cometidas, cuando era jefe del departamento de Cultura y Turismo de Calama, entre 1990 y 1997; luego no postuló nuevamente a cargos públicos. En el mismo año 2003, fue expulsado del partido.

## Historial electoral

### Elecciones parlamentarias de 2001
- Elecciones parlamentarias de 2001, para Distrito 3, Calama, María Elena, Ollagüe, San Pedro de Atacama y Tocopilla[2]